# Вітошинський Ярослав

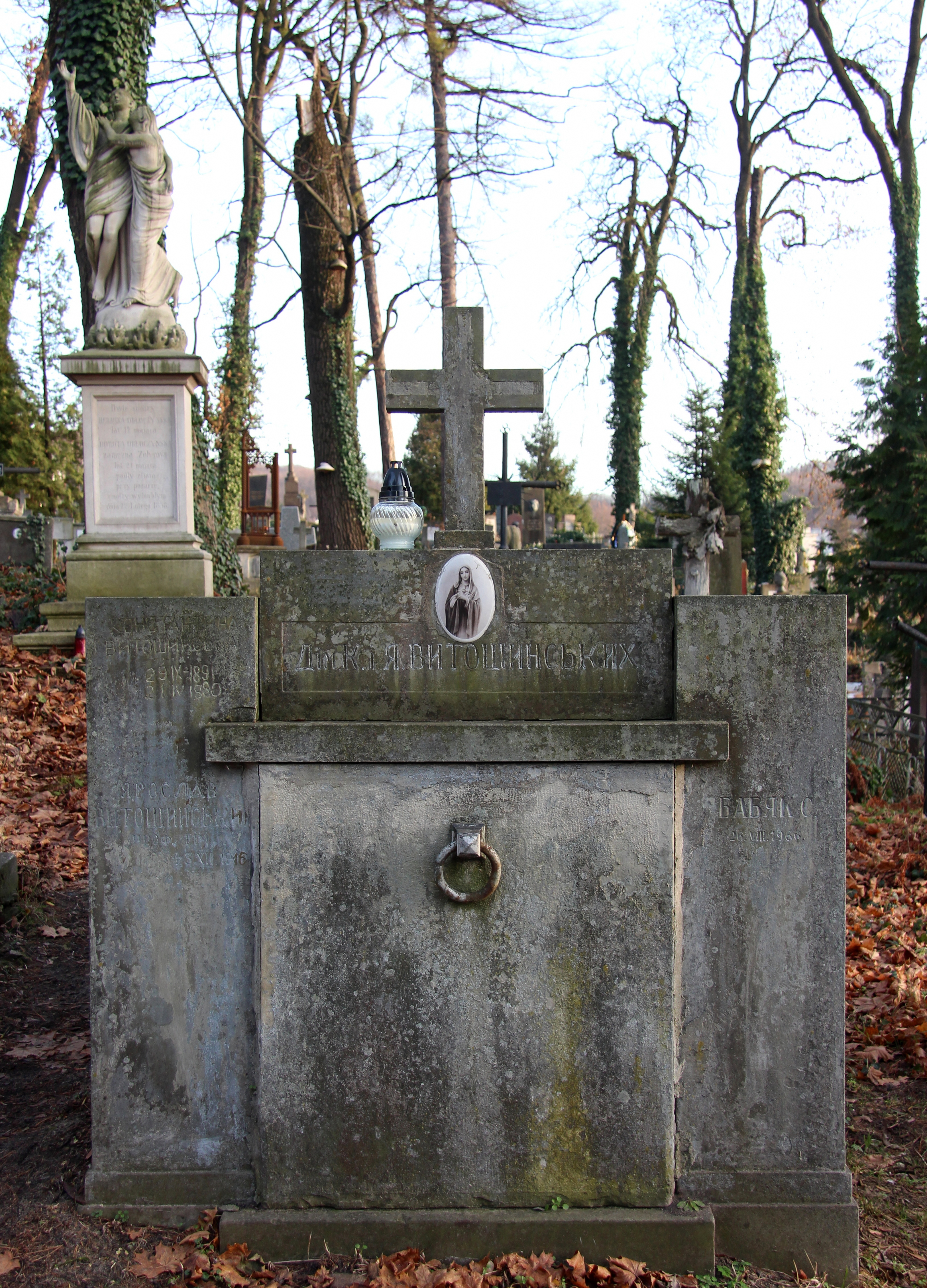

Яросла́в Вітоши́нський (нар. 1869, с. Глибока (нині Івано-Франківська область) — 3 грудня 1946, Львів) — український хоровий диригент і педагог. Член Музичного товариства імені Миколи Леонтовича.

## Життєпис
1892 — закінчив Віденський університет.
1899—1930 — диригент чоловічого хору учнів та вчитель музики і німецької мови у Львівській українській гімназії. Хор гімназистів щороку проводив Шевченківські вечори.
1903—1906 — член управи і диригент хору товариства «Львівський Боян».
Член Музичного товариства імені Миколи Леонтовича.
Автор гармонізації народних гаївок та веснянок у збірці «Ягілки» Олександра Бариляка (Львів, 1932): «Молода ворітнице», «Соловію — пташку, пташку», «Заяньку», «А на церкві хрест», «А вже весна скресла», «Ой, зацвіли фіялоньки, зацвіли», «Питалася мати дочки», «Ой зацвіли фіялоньки в неділю».
Серед його учнів — актори Мар'ян Крушельницький, Фавст Лопатинський та співаки І. Бобанич, В. Соловій.
Помер у Львові ,похований у родинній гробниці на 50 полі Личаківського цвинтаря.

## Репертуар
- кантата Миколи Лисенка на слова Тараса Шевченка «Радуйся, ниво неполитая»
- хорові твори М. Лисенка, Д. Бортнянського, М. Вербицького, П. Ніщинського, С. Людкевича та ін.